# Atletismo nos Jogos Pan-Americanos de 2023 - Salto em distância masculino
A competição de salto em distância masculino do atletismo nos Jogos Pan-Americanos de 2023 foi disputada em 31 de outubro no Parque Deportivo Estadio Nacional, em Santiago, no Chile. No total, competiram 10 atletas de 8 Comitês Olímpicos Nacionais (CON).

## Calendário
Horário local (UTC-4).
| Data          | Horário | Fase  |
| ------------- | ------- | ----- |
| 31 de outubro | 19:00   | Final |

## Medalhistas
| Ouro   | COL Arnovis Dalmero  |
| Prata  | CUB Alejandro Parada |
| Bronze | CUB Maikel Vidal     |

## Recordes
Antes desta competição, os recordes mundiais e dos Jogos Pan-Americanos da prova eram os seguintes:
| Tipo                             | Atleta      | Marca  | Local        | Data                 |
| -------------------------------- | ----------- | ------ | ------------ | -------------------- |
|                                  | Mike Powell | 8,95 m | Tóquio       | 30 de agosto de 1991 |
| Recorde dos Jogos Pan-Americanos | Carl Lewis  | 8,75 m | Indianápolis | 16 de agosto de 1987 |

## Resultados

### Final
Estes foram os resultados:
| Pos. | Atleta           | Nacionalidade      | #1   | #2   | #3   | #4   | #5   | #6   | Resultado | Vento | Notas           |
| ---- | ---------------- | ------------------ | ---- | ---- | ---- | ---- | ---- | ---- | --------- | ----- | --------------- |
| 01 ! | Arnovis Dalmero  | COL Colômbia       | x    | 8.08 | x    | x    | 7.87 | –    | 8.08      | +1.7  |                 |
| 02 ! | Alejandro Parada | CUB Cuba           | x    | 7.86 | x    | 8.00 | x    | 8.01 | 8.01      | +1.4  |                 |
| 03 ! | Maikel Vidal     | CUB Cuba           | x    | x    | 7.85 | x    | 8.01 | x    | 8.01      | -0.6  |                 |
| 4    | Emiliano Lasa    | URU Uruguai        | 7.72 | 7.86 | 8.00 | x    | –    | 7.87 | 8.00      | +0.1  |                 |
| 5    | José Mandros     | PER Peru           | x    | x    | 7.70 | x    | –    | x    | 7.70      | -0.2  |                 |
| 6    | Weslley Beraldo  | BRA Brasil         | 7.57 | 7.45 | 7.54 | x    | 7.48 | 7.65 | 7.65      | +0.1  |                 |
| 7    | Vicente Belgeri  | CHI Chile          | 7.56 | x    | 7.65 | 5.79 | 7.27 | x    | 7.65      | +1.0  | Recorde pessoal |
| 8    | Damarcus Simpson | USA Estados Unidos | 7.49 | 7.46 | x    | 7.16 | 7.53 | 7.55 | 7.55      | +0.7  |                 |
| 9    | Jermel Jones II  | USA Estados Unidos | x    | 7.32 | 7.30 |      |      |      | 7.32      | +0.4  |                 |
| 10   | Tristán James    | DMA Dominica       | x    | x    | 7.03 |      |      |      | 7.03      | -0.3  |                 |

Legenda
| Recorde mundial                  | Recorde mundial (World record)               |                       | Recorde africano                      | Recorde africano (African) |                                           | Q | Classificado por posição (Qualified) |
| Recorde dos Jogos Pan-Americanos | Recorde pan-americano (Pan-American record)  | Recorde da América    | Recorde da América (Americas)         | q                          | Classificado por melhor tempo (Qualified) |   |                                      |
| Melhor marca do ano              | Melhor marca do ano (World leading)          | Recorde asiático      | Recorde asiático (Asian)              | DNS                        | Não largou (Did not start)                |   |                                      |
| Recorde nacional                 | Recorde nacional (National record)           | Recorde europeu       | Recorde europeu (European)            | DNF                        | Não terminou (Did not finish)             |   |                                      |
| Recorde pessoal                  | Recorde pessoal do atleta (Personal best)    | Recorde da Oceania    | Recorde da Oceania (Oceania)          | DSQ / DQ                   | Desclassificado (Disqualified)            |   |                                      |
| Recorde da temporada             | Recorde da temporada do atleta (Season best) | Recorde sul-americano | Recorde sul-americano (South America) | NM                         | Sem marca (No mark)                       |   |                                      |